# Zangaléwa
“Zamina” of “Zangaléwa” is een hit uit 1986, oorspronkelijk gezongen door de Golden Sounds, een Makossa band uit Kameroen. De band was razend populair in Afrika door hun vermakelijke dans en kostuums. Het lied werd zo populair dat de band zelfs besloot de naam van de band ook maar te veranderen in Zangaléwa. Het lied is een ode aan de Afrikaanse tirailleurs in de WWII. De meeste bandleden hadden zelf in het leger van Kameroen gezeten en gebruikten daar make-up, nep-buiken en nep-konten als komisch vermaak.

## Achtergrond
Het lied wordt in Kameroen tegenwoordig nog gebruikt door soldaten, politieagenten, scouting, sporters en hun fans, meestal tijdens training. Het wordt ook gebruikt op scholen als marcheerlied en bijna iedereen in het land kent in ieder geval het refrein uit zijn of haar hoofd.
Het lied werd ook populair in Colombia door de introductie van het lied door West-Afrikaanse deejays in de steden Cartagena en Barranquilla. Daar is Afrikaanse dansmuziek van oudsher populair en bekend als Champeta. Van daaruit werd het nummer bekend door heel Latijns-Amerika en de Caraïben. Al gauw kwamen er uit diverse landen covers van het nummer op de markt. Een van de bekendste is die van Las Chicas Del Can uit de Dominicaanse Republiek. Ook Shakira heeft samen met Freshlyground de gedeeltelijke cover Waka Waka (This Time for Africa) op de markt gebracht voor het WK 2010 in Zuid-Afrika. Hierin wordt een deel van “Zangaléwa” gebruikt. “Waka waka” is niet alleen een ode aan Afrika, maar ook aan haar Colombiaanse landgenoten onder wie het lied al sinds 1987 mateloos populair is. Het is niet bekend of de Golden Sounds gecompenseerd is voor het gebruik van hun lied.
De bandleden gaan meestal gekleed in militaire uniforms en met kussens onder hun kleding zodat het lijkt alsof ze opgezwollen konten hebben door treinritjes en dikke buiken door te veel eten. Volgens muziekhistorici is (een gedeelte van) het lied een vorm van kritiek op zwarte legerofficieren die heulden met blanken en zo hun eigen mensen onderdrukten. De taal die gebruikt wordt in het lied is een combinatie van legerjargon en het Fang, een van de talen van Kameroen.

## Refrein
Het refrein, is als volgt:
Za mina mina eh eh
Waka waka eh eh
Za mina mina zangaléwa
Ana wam ah ah
Zambo eh eh (2X)
Za mina mina zangaléwa
Wana wa ah ah

## Betekenis
- Zaminamina betekent “kom (op)...”
- Waka waka is Kameroens pidgin voor “lopen, marcheren, wandelen”.
- Zaminamina zangalewa betekent waar kom je vandaan?
- Wana betekent het is van mij
- Zambo betekent wacht.

## Covers
De volgende artiesten hebben “Zangaléwa” door de jaren heen gebruikt of gecoverd: 
- Las Chicas Del Can El Negro No Puede (Waka Waka)
- De Surinaamse band Beatmachine.
- Adane Best
- Los Condes
- Vic Nees
- Tom Pease in Daddy Starts To Dance! (1996)
- Blacks à braque et les Tambours majeurs (2004)
- Nakk in Zamina (2006)
- Didier Awadi (2008)
- BB DJ
- Trafassi (Suriname), El Negro No Puede (Waka Waka) (1997)
- Shakira, Waka Waka, esto es África (WK 2010)
- Mr. Tucker, Zamina Zamina Pele
- In de film The Lion King zijn ook gedeelten van het nummer gebruikt.
- Gezongen door het Gaanderens Mannenkoor (Zaminannima, 2004- heden)